# توبي راند
توبي راند (بالإنجليزية: Toby Rand)‏ هو مغني وكاتب أغاني أسترالي، ولد في 21 ديسمبر 1977.

## وصلات خارجية
- الموقع الرسمي
- توبي راند على موقع IMDb (الإنجليزية)
- توبي راند على موقع ميوزك برينز (الإنجليزية)